# بيزو دومنيكاني
البيزو الدومينكاني، رسميًا peso dominicano منذ عام ٢٠١٠، هي عملة جمهورية الدومينيكان . رمزها هو " $ "، ويُستخدم "RD$" عند التمييز بينها وبين البيزو (أو الدولار ) الآخر؛ ورمزها وفقًا لمعيار ISO 4217 هو "DOP". ينقسم كل بيزو إلى ١٠٠ سنتافو ("سنت")، ويُستخدم رمز ¢ لها. باستثناء الدولار الأمريكي ، تُعدّ هذه العملة العملة الوحيدة القانونية في جمهورية الدومينيكان لجميع المعاملات النقدية، سواءً كانت عامة أو خاصة.
حتى صدور دستور عام 2010، كان البيزو الذهبي (بالإنجليزية: Peso oro) هو الاسم الرسمي للعملة في جمهورية الدومينيكان.

## تاريخ
طُرح البيزو الدومينيكي الأول مع استقلال البلاد عن هايتي عام ١٨٤٤. حلّ محلّ الغورد الهايتية على قدم المساواة، وكان مقسّمًا إلى ٨ ريالات . اعتمدت جمهورية الدومينيكان النظام العشري عام ١٨٧٧، مقسمةً البيزو إلى ١٠٠ سنتافو. أُصدرت عملة ثانية، وهي الفرنك ، بين عامي ١٨٩١ و١٨٩٧، لكنها لم تحل محل البيزو. ومع ذلك، في عام ١٩٠٥، استُبدل البيزو بالدولار الأمريكي ، بسعر ٥ بيزو للدولار. طُرح البيزو أورو عام ١٩٣٧ على قدم المساواة مع الدولار الأمريكي، على الرغم من استمرار استخدام الدولار إلى جانب البيزو أورو حتى عام ١٩٤٧. 

## عملات معدنية

### أول بيزو، 1844-1905
قبل النظام العشري، أصدرت جمهورية الدومينيكان فئة واحدة فقط من العملات المعدنية. صدر عام ١٨٤٤ من البرونز، وفي عامي ١٨٤٤ و١٨٤٨ من النحاس الأصفر. أدى التحول إلى النظام العشري عام ١٨٧٧ إلى طرح ثلاث عملات جديدة، وهي ١، و21⁄2، و5 سنتافو. صدرت أيضًا عملات 1⁄41⁄4 سنتافو بين عامي ١٨٨٢ و١٨٨٨. في عام ١٨٩١، انضمت جمهورية الدومينيكان إلى الاتحاد النقدي اللاتيني وغيرت عملتها إلى الفرنكو، بما في ذلك عملات من فئتي ٥ و١٠ سنتات، مسكوكة من البرونز، و٥٠ سنتات، و١ و٥ فرنكات، مسكوكة من الفضة. بعد التخلي عن الفرنكو، طُرحت العملات الفضية عام ١٨٩٧ بفئتي ١٠ و٢٠ سنتافو. 1 بيزو. كانت تصاميم هذه العملات مشابهة جدًا لتصاميم الفرانكو.

#### العملات القديمة

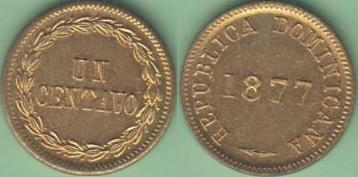
1877 1 سنتافو
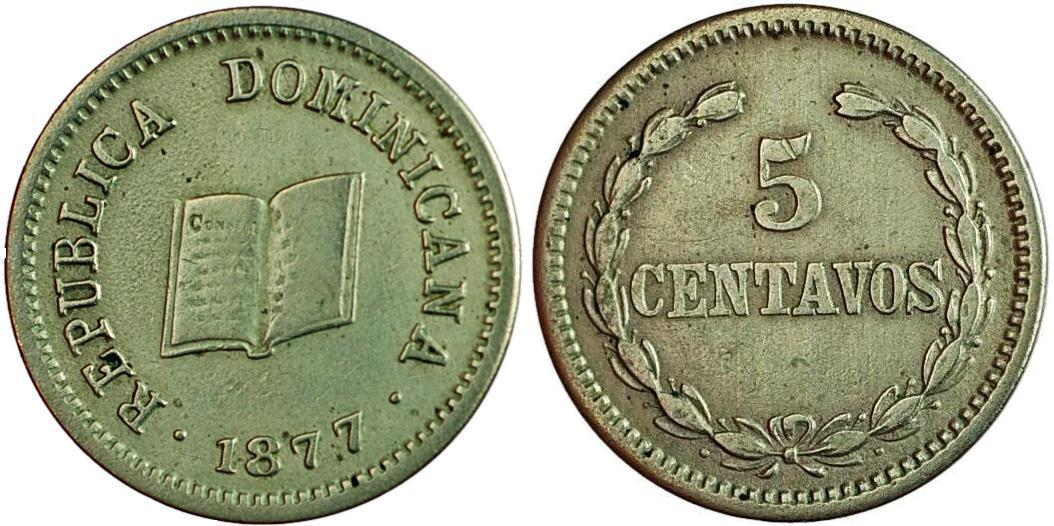
1877 5 سنتافو
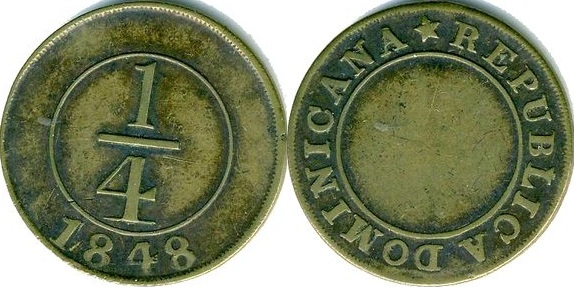
1848 ربع ريال

### بيزو أورو، من عام 1937
قُدِّمَت العملات المعدنية في عام 1937 بفئات 1، و5، و10، و25 سنتافو و 1⁄2 بيزو مع أعداد محدودة من عملات البيزو المعدنية التي سُكّت لأول مرة عام 1939. حملت جميع العملات المعدنية شعار الدولة على ظهرها، بينما حملت جميعها، باستثناء سنتافو واحد، رأسًا هنديًا رمزيًا متوجًا على وجهها. بدلاً من ذلك، صوّرت سنتافو واحدًا شجرة نخيل، رمز الحزب الدومينيكي ‏ الحاكم. كانت جميع العملات المعدنية متطابقة في الوزن والقطر والتركيب مع العملات الأمريكية في تلك الحقبة. ظهرت فئتان على هذه العملات، إحداهما "سنتافو" أو "بيزو" والأخرى "غراموس" لتمثيل نظام وزن الفضة قبل العشري الذي كان مستخدمًا سابقًا في معظم أنحاء المنطقة. سُكّت مجموعة من عملات تذكارية من عام 1955 بمناسبة الذكرى الخامسة والعشرين لحكم رافائيل تروخيو . تألفت هذه العملات من 30 بيزو ذهبية (سُك منها 33,000 بيزو) وعملة فضية واحدة بيزو، وكلاهما يظهرانه من الجانب. أُنتِجَت 50,000 عملة فضية من فئة بيزو واحد وإصدارها للتداول، ولكن بعد اغتيال تروخيو عام 1961، سُحِبَ ما يُقدر بـ 32,550 عملة منها وصُهِرَت. في عام 1963، خُفِّضَت نسبة الفضة في عملات 10، و25، و50، و1 بيزو من 0.900 إلى 0.650. كما احتفى إصدار عام 1963 بالذكرى المئوية للجمهورية، حيث أُضيف رأس هندي مُتوّج إلى عملة السنتافو الواحد، ليحل محل الكف.
بعد عام 1963 أصبح البيزو أورو عملة ورقية، واستبدلت المعادن الأساسية بالفضة في الفئات الأعلى، مع 10 و25 سنتافو و أُعيد طرح النحاس والنيكل عام ١٩٦٧. وصدرت عملات بيزو واحدة تذكارية فقط بأعداد قليلة. وفي عام ١٩٧٦، طُرحت سلسلة عملات جديدة تحمل صورة خوان بابلو دوارتي ، وفي عام ١٩٨٣، صدرت سلسلة أخرى تحمل صور شخصيات مهمة أخرى في تاريخ الدومينيكان، بما في ذلك الأخوات ميرابال، مع التخلي رسميًا عن فئة "غراموس" القديمة. وفي عام ١٩٨٩، تغيّرت محتويات العملات من النحاس والنيكل إلى الفولاذ المطلي بالنيكل. وفي عام ١٩٩١، أُعيد طرح عملات بيزو واحدة غير تذكارية متداولة ذات أحد عشر وجهًا من النحاس والزنك، تلتها عملة ثنائية المعدن فئة ٥ بيزو عام ١٩٩٧. وكان أول إصدار لهذه العملة الأخيرة تذكاريًا متداولًا بمناسبة الذكرى الخمسين لتأسيس البنك الوطني.  قُدِّمَت كل من العملة المعدنية ثنائية المعدن 10 بيزو والعملة النحاسية النيكل 25 بيزو في عام 2005. وبسبب التضخم، نادرًا ما يُعثَر على أي عملات معدنية أقل من 1 بيزو.

#### العملات المعدنية الحديثة
- 1 بيزو
- 5 بيزو
- 10 بيزو
- 25 بيزو

## الأوراق النقدية

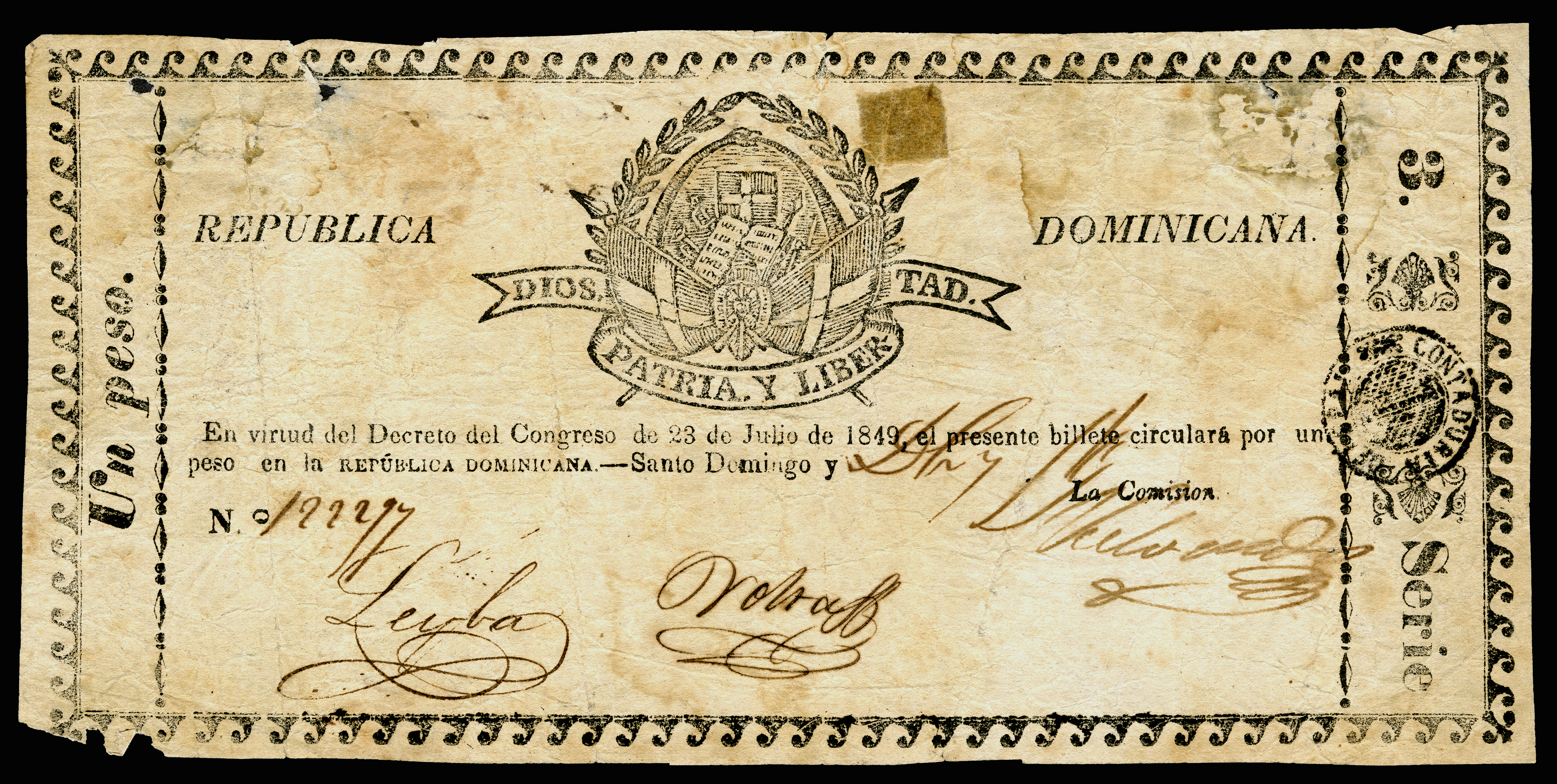
ورقة نقدية من فئة بيزو واحد (1849) من أول إصدار حكومي منتظم.

### البيزو الأول 1905-1848
شكلت النقود الورقية الجزء الأكبر من العملة المتداولة لأول بيزو. صدرت إصدارات مؤقتة من فئتي 40 و80 بيزو عام 1848، تلتها أوراق نقدية حكومية عادية من فئات 1، و2، و5 بيزو عام 1849، و10 و50 بيزو عام 1858. أصدرت لجنة المزارع فئتي 50 و200 بيزو عام 1865، بينما طرحت لجنة الائتمان أوراقًا نقدية من فئة 10 و20 سنتافو في ذلك العام، تلتها 5 و40 سنتافو عام 1866، و1، و2، و5، و10 بيزو عام 1867. في عام 1862، أصدرت إسبانيا أوراقًا نقدية من فئة 1⁄2، واثنين، وخمسة، وخمسة عشر، وخمسة وعشرين بيزو باسم " إنتيندينسيا دي سانتو دومينغو" . آخر الأوراق النقدية الحكومية كانت فئة بيزو واحد، صدرت عام ١٨٧٠.
أصدر بنكان خاصان عملات ورقية. أصدر البنك الوطني في سانتو دومينغو أوراقًا نقدية بين عامي ١٨٦٩ و١٨٨٩ بفئات ٢٥ و٥٠ سنتافو، و١، و٢، و٥، و١٠، و٢٠، و٢٥، و١٠٠ بيزو. وأصدر بنك شركة كريديتو دي بويرتو بلاتا أوراقًا نقدية من ثمانينيات القرن التاسع عشر وحتى عام ١٨٩٩ بفئات ٢٥ و٥٠ سنتافو، و١، و٢، و٥، و١٠، و٥٠ بيزو. يُذكر أن البنك الوطني في سانتو دومينغو أصدر أيضًا أوراقًا نقدية بالدولار الأمريكي عام ١٩١٢ (يُسمى بيزو في النص الإسباني).

### البيزو أورو، 1947-2011
عندما قُدِّمَ البيزو أورو لأول مرة كعملة محلية في عام 1937، لم تُصنَع أي نقود ورقية واستمر تداول الأوراق النقدية الأمريكية حيث كان الدولار الأمريكي رسميًا العملة الوطنية. فقط في عام 1947 أُصدِرَت أول أوراق نقدية من البيزو أورو من قبل البنك المركزي بفئات 1، و5، و10، و20، و50، و500، و1000 أورو، على الرغم من أن الفئتين الأخيرتين نادرًا ما اُستُخدِما. طُبِعَت هذه الأوراق النقدية بواسطة شركة American Bank Note Company، وهي شركة طباعة ونقش خاصة. على الرغم من أن الأوراق النقدية الأمريكية كانت مقبولة دائمًا في التبادل، فقد سُحِبَت تدريجيًا من التداول. في عام 1961، أُصدِرَت أوراق نقدية منخفضة القيمة بفئات 10، و25، و50 سنتافو للمساعدة في تعويض قيمة الفضة في العملات المعدنية التي تتجاوز القيمة الاسمية ونقص العملات الناتج. بعد وفاة تروخيو، فقدت جميع الأوراق النقدية بعد ذلك أي إشارة إلى العاصمة سيوداد تروخيو، التي عادت إلى اسمها القديم، سانتو دومينغو .
الأوراق النقدية المتداولة حاليًا هي 50، و100، و200، و500، و1000، و2000 بيزو أورو. استُبدلت أوراق النقد من فئة 10 و20 بيزو بعملات معدنية من فئة 10 و25 بيزو على التوالي في عام 2005. في عام 2010، صدرت ورقة نقدية بوليمرية جديدة من فئة 20 بيزو أورو. صدرت طبعات محدودة من أوراق النقد من فئة 500 و2000 بيزو أورو بمناسبة الذكرى السنوية الخمسمائة لاكتشاف الأمريكتين عام 1992 واحتفالات الألفية الثانية، على التوالي، ولكن اعتبارًا من 2005 لم يبقَ الكثير منها متداولًا. سبق أن طُرِحَت ورقة نقدية من فئة 5000 بيزو، لكن لم تُصنَّع.
تحمل جميع الأوراق النقدية الحالية عبارة " Este billete Tiene fuerza libertoria para el pago de todas las engagementes públicas o privadas ". تُتَرجَم حرفياً إلى، ( الإسبانية: تحمل هذه الورقة النقدية القوة التحريرية اللازمة لتُستخدم كوسيلة دفع لجميع الالتزامات العامة أو الخاصة.).

### 2010
في الأول من يوليو عام 2010، أصدر البنك المركزي لجمهورية الدومينيكان ورقة نقدية بقيمة 20 بيزو أورو، وهي مماثلة للإصدار الورقي السابق، ولكنها الآن مطبوعة على ركيزة بوليمرية. 

### 2011
في عام ٢٠١١، أعلن البنك المركزي لجمهورية الدومينيكان أن جميع الأوراق النقدية الصادرة عام ٢٠١١ وما بعده ستكون بعملة "البيزو الدومينيكي" بدلاً من "البيزو الذهبي". اتُخذ هذا القرار استجابةً لأمر دستور جمهورية الدومينيكان ‏ الصادر في ٢٦ يناير ٢٠١٠.     

### 2014
في الأول من أكتوبر 2014، خطط البنك المركزي لجمهورية الدومينيكان لإصدار عائلة جديدة من الأوراق النقدية بتصميمات جديدة وميزات أمنية جديدة.   

## الأوراق النقدية المتداولة
| قيمة      | لون         |         |         |
| --------- | ----------- | ------- | ------- |
| قيمة      | لون         | 50 بيزو | أرجواني |
| 100 بيزو  | البرتقالي   |         |         |
| 200 بيزو  | لون القرنفل |         |         |
| 500 بيزو  | أخضر        |         |         |
| 1000 بيزو | أحمر        |         |         |
| 2000 بيزو | أزرق        |         |         |

## أوراق نقدية أخرى
| صورة          | صورة         | قيمة           | وصف                          | وصف                               |
| الوجه الأمامي | الوجه الخلفي | قيمة           | الوجه الامامي                | الوجه الخلفي                      |
| ------------- | ------------ | -------------- | ---------------------------- | --------------------------------- |
|               |              | 10 بيزو أورو   | خوان بابلو دوارتي            | مصنع إنجينيو ريو هاينا لقصب السكر |
|               |              | 10 بيزو أورو   | خوان بابلو دوارتي            | مصنع إنجينيو ريو هاينا لقصب السكر |
|               |              | 20 بيزو أورو   | فرانسيسكو ديل روزاريو سانشيز | سد فالديسيا                       |
|               |              | 50 بيزو أورو   |                              |                                   |
|               |              | 100 بيزو أورو  | جريجوريو لوبيرون             | بانتيون ناسيونال                  |
|               |              | 1000 بيزو أورو | جريجوريو لوبيرون             | بانتيون ناسيونال                  |
|               |              | 2000 بيزو أورو | جريجوريو لوبيرون             | بانتيون ناسيونال                  |

## العلاقة مع الدولار الأمريكي
يستخدم البنك المركزي لجمهورية الدومينيكان ‏ الدولار الأمريكي كعملة احتياطية. كما يُمكن استخدام كلٍّ من الدولار الأمريكي واليورو في المعاملات الخاصة، بموافقة الطرفين (وهذا ينطبق غالبًا على الأنشطة السياحية). وقد انطبق هذا بشكل خاص خلال فترة التضخم الحاد بين عامي 2003 و2004. واليوم، يحظى الدولار الأمريكي بقبول واسع، ويمكن للسياح الزائرين لجمهورية الدومينيكان استخدامه كعملة ثانية.

## أسعار الصرف التاريخية
تاريخيا، منذ الإصدار النقدي الأول في عام 1948، كان البيزو على قدم المساواة مع الدولار الأمريكي .
سعر الصرف للدولار الأمريكي مقابل البيزو الدومينيكي على مدى العقود القليلة الماضية هو كما يلي:
- 1984 1 دولار أمريكي إلى RD$1٫45
- 1993 1 دولار أمريكي إلى RD$5
- 1998 1 دولار أمريكي إلى RD$8
- 2002 1 دولار أمريكي إلى RD$20
- 2003 1 دولار أمريكي إلى RD$37٫5
- 2004 1 دولار أمريكي إلى RD$46٫7
- 2006 1 دولار أمريكي إلى RD$32
- 2007 1 دولار أمريكي إلى RD$35٫29
- 2008 1 دولار أمريكي إلى RD$34٫93
- 2009 1 دولار أمريكي إلى RD$36
- 2012 1 دولار أمريكي إلى RD$40٫5
- 2013 1 دولار أمريكي إلى RD$40٫4
- 2016 1 دولار أمريكي إلى RD$45

في عام ٢٠٠٤، انخفض البيزو بشكل حاد؛ إذ بلغ سعر الدولار الأمريكي الواحد حوالي RD$60 . وفي أغسطس ٢٠٢٠، تجاوز البيزو حاجز RD$59 مؤقتًا.
اعتبارًا من 8 فبراير 2023، يشتري 1 دولار أمريكي حوالي 56.30 بيزو.

اعتبارًا من 5 أبريل 2024، بلغ سعر الدولار الأمريكي حوالي 59.24 بيزو. وفي سبتمبر 2024، تجاوز سعر الدولار الأمريكي حاجز RD$60 .

## سعر الصرف DOP الحالي
| من Yahoo! Finance: | AUD CAD CHF EUR GBP HKD JPY USD JPY USD |
| من XE.com:         | AUD CAD CHF EUR GBP HKD JPY USD JPY USD |
| من Investing.com:  | AUD CAD CHF EUR GBP HKD JPY USD JPY USD |
| منOANDA.com:       | AUD CAD CHF EUR GBP HKD JPY USD JPY USD |

## روابط خارجية
- معلومات عامة عن البيزو الدومينيكي
- الأوراق النقدية - البنك المركزي لجمهورية الدومينيكان
- العملات المعدنية - البنك المركزي لجمهورية الدومينيكان
- السياسات النقدية وسياسات سعر الصرف في جمهورية الدومينيكان
- محول الصرف الديناميكي للبيزو الدومينيكي
- نصائح السفر عند زيارة جمهورية الدومينيكان